# 子肃
子肃（1955年11月23日—），汉族，成都人，1983年从云南大学政治系毕业后到云南省委党校任经济学教师，期间有二年挂职任副县长，2014年退休。
子肃是中国共产党内公开支持民主憲政的党员之一，主张政治民主化，军队国家化，多次发表网络文章。2015年底，退休后的子肃回到故乡成都。中国中央电视台指控子肃在2016年通过网络结识了“境外敌对组织”骨干成员，随后，该骨干成员入境成都，与子肃密谋策划通过开展暴力行动颠覆中国国家政权，改变中国政治制度，“于2017年春节期间在云南昆明袭击派出所，并抢夺驻军弹药库，实施断水、断电及纵火行动”，将这一计划命名为“中国班加西工程”、“建立了多个微信群进行指挥协调”。2016年10月25日，于成都东门大桥府河边被成都国家安全局带走，10月27日因涉嫌“煽动颠覆国家政权罪”被刑拘，羁押于成都市第二看守所。11月25日，子肃取保候审回到家中。
2017年4月28日，子肃以党员身份发出公开信《关于在中共十九大上开放党内民主直选和选举胡德平先生为新一届中共总书记的建议》，呼吁中共公开民主直选总书记，并推举已故中共总书记胡耀邦之子胡德平参选。他于5月11日刑事拘留于成都市第二看守所，后于2019年4月15日被成都市中级人民法院判“颠覆国家政权罪”，判刑4年，剥夺政治权利3年。2021年4月获释。出獄後一直受政治安全保卫監視。
2024年6月9日，子肃因紀念六四運動被捕，6月19日獲釋。